# Campichthys
Campichthys es un género de peces de la familia Syngnathidae, del orden Syngnathiformes. Este género marino fue descrito por primera vez en 1931 por Gilbert Percy Whitley.

## Especies
Especies reconocidas del género:
- Campichthys galei (Duncker, 1909)
- Campichthys nanus C. E. Dawson, 1977
- Campichthys tricarinatus C. E. Dawson, 1977
- Campichthys tryoni (J. D. Ogilby, 1890)

### Lectura recomendada
- Eschmeyer, William N., ed. 1998. Catalog of Fishes. Special Publication of the Center for Biodiversity Research and Information, no. 1, vol 1-3. 2905.
- Nelson, Joseph S. 1994. Fishes of the World, Third Edition. xvii + 600.